# Erwin Geschonneck

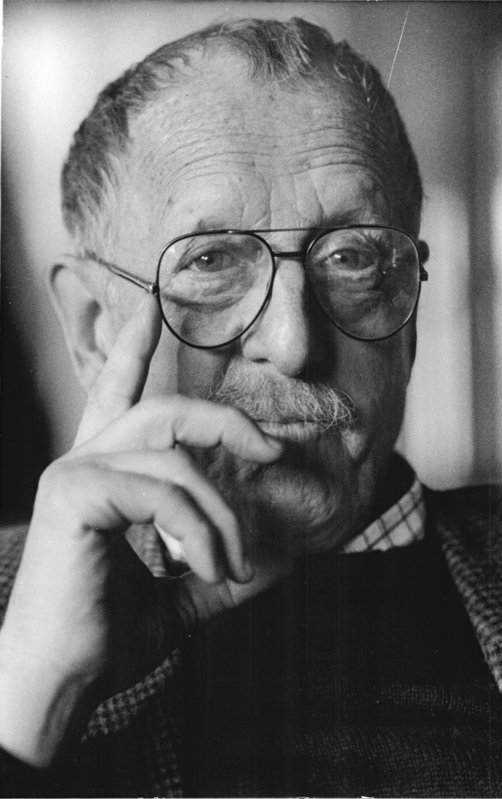
Erwin Geschonneck (1968)

Erwin Geschonneck (* 27. Dezember 1906 in Bartenstein, Kreis Friedland, Ostpreußen; † 12. März 2008 in Berlin) war ein deutscher Schauspieler. Seine größten Erfolge erlebte er in der DDR, wo er als einer der gefragtesten und profiliertesten Darsteller galt.

## Leben

### Kindheit und Jugend
Geschonneck war Sohn des Flickschusters und Nachtwächters Otto Geschonneck und seiner Ehefrau Gertrud. 1908 übersiedelte die Familie nach Berlin in die Ackerstraße in der Rosenthaler Vorstadt. Geschonneck verdiente nach dem Schulabschluss seinen Lebensunterhalt als Gelegenheitsarbeiter, Bürobote und Hausdiener. 1920 schloss sich Geschonneck der Arbeitersportbewegung Fichte an und wurde Leiter des Arbeiter-Athletenbundes. 1929 trat er der KPD bei und spielte in kommunistischen Laienspiel-, Agitprop- und Kabarettgruppen; außerdem nahm er Sprechunterricht und trat im „Roten Kabinett“ auf. 1931 hatte er in Kuhle Wampe oder: Wem gehört die Welt? seine erste kleine Filmrolle, weiter trat er als Komparse bei Erwin Piscator an der „Jungen Volksbühne“ auf.

### Verfolgung und Internierung ab 1933
Nach der Machtergreifung durch die Nationalsozialisten emigrierte Geschonneck 1933 über Polen und die Tschechoslowakei in die Sowjetunion. Dort schloss er sich verschiedenen jüdischen Theatergruppen an, arbeitete an dem von Maxim Vallentin geleiteten Deutschen Wandertheater und stand auch Modell für Fotomontagen John Heartfields. Im Jahr 1938 musste er auf Geheiß des NKWD die Sowjetunion wieder verlassen. Am 31. März 1939 wurde Geschonneck in Prag verhaftet und an die Gestapo ausgeliefert. Danach folgte die Internierung in den Konzentrationslagern Sachsenhausen, Dachau und Neuengamme. Im KZ Dachau beteiligte er sich an der Organisation des Widerstandes, wozu auch der Ausbau kultureller Aktivitäten wie etwa Theateraufführungen gehörte. Am 3. Mai 1945 überlebte Geschonneck den Untergang des in der Lübecker Bucht von britischen Flugzeugen versenkten KZ-Schiffes Cap Arcona, auf das er bei der Evakuierung des KZ Neuengamme mit 4000 Häftlingen verlegt worden war.

### Künstlerisches und politisches Wirken ab 1945

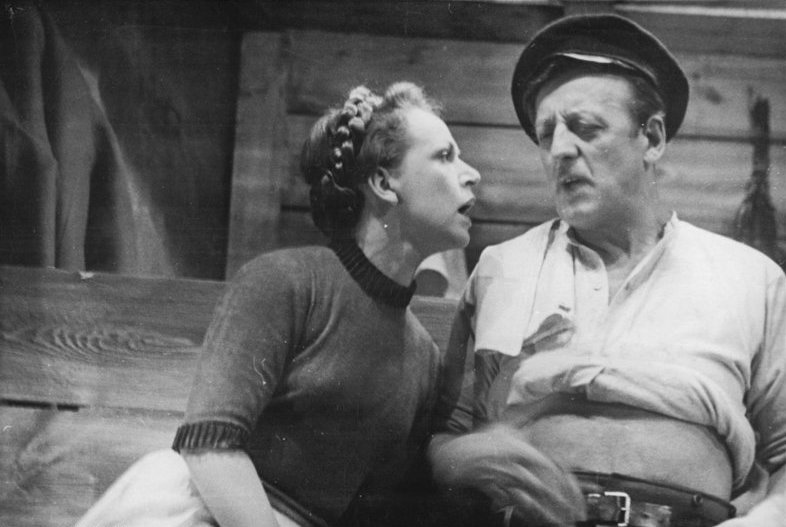
Szenenbild aus der Uraufführung 1949 von Herr Puntila und sein Knecht Matti im Deutschen Theater Berlin: Gisela Trowe und Erwin Geschonneck

Von 1946 bis 1948 arbeitete Geschonneck an den Hamburger Kammerspielen u. a. mit Helmut Käutner sowie Ida Ehre und spielte in verschiedenen Filmproduktionen, so u. a. 1947 im Episodenfilm „In jenen Tagen“. 1949 holte ihn Bertolt Brecht an das Berliner Ensemble. Dort spielte er mit allen namhaften Regisseuren große Rollen wie den Matti in Herr Puntila und sein Knecht Matti von Brecht, den Dorfrichter Adam in Kleists Der zerbrochne Krug und den Don Juan in Molières gleichnamigem Stück. Zugleich begann mit der Verfilmung von „Der Biberpelz“ eine erfolgreiche Karriere bei der DEFA und dem DFF, in deren Verlauf er mit vielen wichtigen Regisseuren der DDR arbeitete (s. Filmografie). So spielte er 1950 den Holländer-Michel in Das kalte Herz, dem ersten DEFA-Farbfilm.
1958 spielte Erwin Geschonneck in Konrad Wolfs kritischem Film Sonnensucher über den Uranbergbau der Wismut AG, der bis 1972 in der DDR verboten war. Der Film Leute mit Flügeln wurde ab 1961 nicht mehr aufgeführt, einige weitere Filme, in denen er mitwirkte, wurden verboten, wie Das Stacheltier – Darf der denn das? bzw. Gerhard Kleins Film Berlin um die Ecke, oder zensiert wie Das Beil von Wandsbek nach Arnold Zweig.
Viele Rollen wurden dem Schauspieler teilweise auf den Leib geschrieben, so beispielsweise auch die Hauptfigur des Karl Achilles, der sich in dem 1975 gedrehten Film Bankett für Achilles an seinem letzten Arbeitstag im Chemiekombinat Bitterfeld an 30 Jahre Arbeit erinnert. Nicht zuletzt Erwin Geschonneck war es zu verdanken, dass die meisten dieser Filme überhaupt gedreht oder aufgeführt wurden. Als langjähriger Genosse und Antifaschist sowie beliebter Schauspieler hatte er eine Sonderstellung im DDR-Kulturbetrieb. Nach außen – mit sechs Nationalpreisen hochdekoriert – unantastbar, blieb Geschonneck oft unbequem und wurde – wie er in seiner Biografie schreibt – „aus gutem Grund nie in Parteifunktionen gewählt“.
Herausragend war 1963 seine Darstellung des Lagerältesten Walter Krämer in Frank Beyers Romanverfilmung Nackt unter Wölfen, in die seine eigene Erfahrung als KZ-Insasse eingeflossen ist. Im selben Jahr spielte er eine seiner populärsten Rollen, den Karbid-Kalle in der am Kriegsende angesiedelten und auf wahren Begebenheiten basierenden Komödie Karbid und Sauerampfer. Schließlich besetzte Beyer ihn 1974 als Friseur Kowalski in der Verfilmung des Jurek Becker Romans Jakob der Lügner: Die Handlung spielt Ende 1944 in einem polnischen jüdischen Ghetto und schildert das Leben des Juden Jakob Heym in den letzten Wochen vor der Räumung des Ghettos. Dieser Film wurde als einziger DEFA-Film für den Oscar nominiert.

### Ab 1990

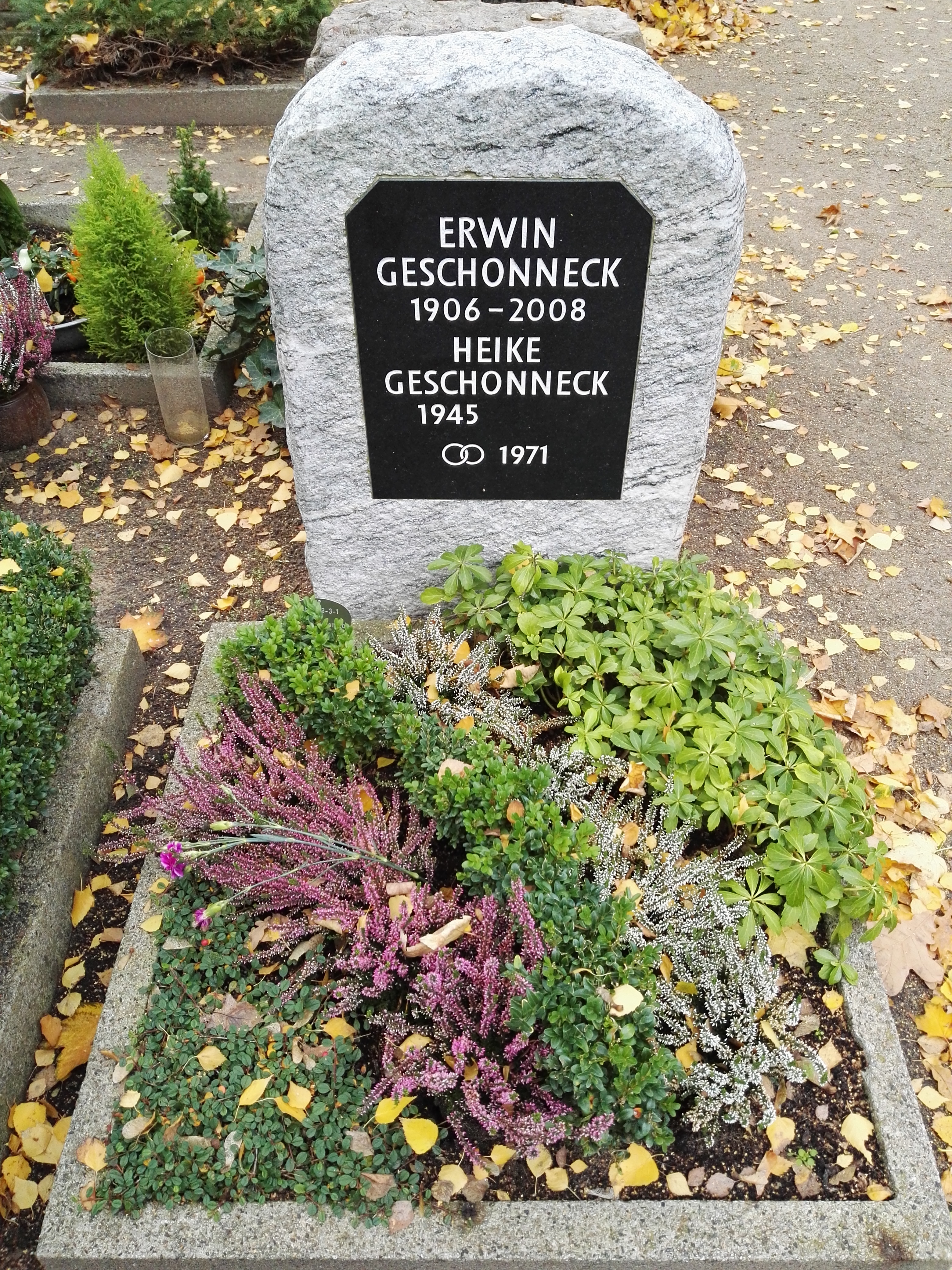
Grabstätte von Erwin Geschonneck

1993 holte ihn Heiner Müller für Duell Traktor Fatzer letztmals an das Berliner Ensemble zurück, 1995 stand er für den Fernsehfilm Matulla und Busch ein letztes Mal vor der Kamera.
In einer Kritikerumfrage wurde Geschonneck 1992 zum besten Schauspieler der ehemaligen DDR gewählt. 1993 erhielt Geschonneck den deutschen Filmpreis für sein Gesamtschaffen. Am 28. Dezember 2004 wurde Geschonneck zum Ehrenmitglied der neu gegründeten Deutschen Filmakademie ernannt.
Geschonneck war seit 1929 Mitglied der KPD und wurde 1949 Mitglied der SED. Ab 1967 war er Vizepräsident des Verbandes der Film- und Fernsehschaffenden, ab 1969 ordentliches Mitglied der Akademie der Künste der DDR. Geschonneck war bis 2007 Mitglied der PDS und nach deren Fusion mit der WASG bis zu seinem Tod in der neu konstituierten Partei Die Linke. Er bekannte sich auch nach dem Ende der DDR noch ausdrücklich zum Kommunismus, für den er sein Leben lang gekämpft hat.
Geschonneck lebte mit seiner vierten Frau Heike bis zu seinem Tode am Alexanderplatz in Berlin. Er hinterließ zwei Söhne, den deutschen Regisseur Matti Geschonneck sowie den Computer-Forensik-Spezialisten und Buchautor Alexander Geschonneck, und eine Tochter aus der Ehe mit der Schauspielerin Doris Weikow, die Journalistin Fina Geschonneck.
Erwin Geschonneck wurde am 3. Mai 2008 in Anwesenheit hunderter Anhänger und Wegbegleiter in nächster Nähe zu den Gräbern von Brecht, Weigel, Dessau, Eisler, Langhoff und Tabori auf dem Dorotheenstädtischen Friedhof in Berlin beigesetzt.
Sein schriftlicher Nachlass befindet sich im Archiv der Akademie der Künste in Berlin.

## Darstellung Geschonnecks in der bildenden Kunst
- Werner Stötzer: Bildnis des Schauspielers Erwin Geschonneck (1964, Porträtbüste, Bronze)[7]

## Filmografie
- 1931: Kuhle Wampe oder: Wem gehört die Welt?
- 1947: In jenen Tagen
- 1948: Finale
- 1949: Der Biberpelz
- 1949: Hafenmelodie
- 1949: Die letzte Nacht
- 1949: Liebe 47
- 1950: Das kalte Herz
- 1951: Das Beil von Wandsbek
- 1952: Schatten über den Inseln
- 1953: Die Unbesiegbaren
- 1953: Die Gewehre der Frau Carrar (TV)
- 1954: Alarm im Zirkus
- 1955: Mutter Courage und ihre Kinder
- 1955: Das Stacheltier – Das Haushaltswunder
- 1955: Das Stacheltier: Es geht um die Wurst (Kurzfilm)
- 1956: Die Abenteuer des Till Ulenspiegel (Les Aventures de Till L’Espiègle)
- 1956: Der Hauptmann von Köln
- 1957: Katzgraben (Theateraufzeichnung)
- 1957: Herr Puntila und sein Knecht Matti (Studioaufzeichnung)
- 1957: Schlösser und Katen
- 1958: Der Lotterieschwede
- 1958: Die Geschichte vom armen Hassan
- 1958/1972: Sonnensucher
- 1958: Das Stacheltier – Darf der denn das?
- 1959: Musterknaben
- 1959: SAS 181 antwortet nicht
- 1959: Das Stacheltier – Herzlichen Glückwunsch: 10 Jahre DDR
- 1960: Leute mit Flügeln
- 1960: Fünf Patronenhülsen
- 1961: Gewissen in Aufruhr (TV-Miniserie)
- 1962: Wind von vorn
- 1962: Ach, du fröhliche …
- 1963: Nackt unter Wölfen
- 1963: Der Andere neben dir (TV)
- 1963: Karbid und Sauerampfer
- 1964: Asphalt-Story (TV)
- 1965: Berlin um die Ecke
- 1965: Tiefe Furchen
- 1966: Die Ermittlung (Theateraufzeichnung)
- 1967: Ein Lord am Alexanderplatz
- 1967: Geschichten jener Nacht, Episode 4: Der große und der kleine Willi
- 1967: Die Fahne von Kriwoj Rog
- 1970: Jeder stirbt für sich allein (TV-Miniserie)
- 1970: Wir kaufen eine Feuerwehr
- 1972: Anfang am Ende der Welt (TV)
- 1972: Täter unbekannt (TV-Serie)
- 1972: Das Geheimnis der Anden (TV-Miniserie)
- 1974: Der Untergang der Emma
- 1974: Polizeiruf 110: Der Tod des Professors (TV-Reihe)
- 1974: Jakob der Lügner
- 1975: Looping
- 1975: Im Schlaraffenland (TV)
- 1975: Bankett für Achilles
- 1976: Die Insel der Silberreiher (TV)
- 1976: Das Licht auf dem Galgen
- 1976: Ein altes Modell (TV)
- 1977: Tambari
- 1977: Die Millionen des Knut Brümmer (TV)
- 1978: Die Entdeckung
- 1978: Anton der Zauberer
- 1978: Des kleinen Lokführers große Fahrt (TV)
- 1979: Rentner haben niemals Zeit (TV-Serie)
- 1979: Abschied vom Frieden (TV-Serie)
- 1979: Plantagenstraße 19 (TV)
- 1979: Das Ding im Schloß
- 1979: Verlobung in Hullerbusch (TV)
- 1979: Herbstzeit (TV)
- 1980: Friedhelms Geburtstag und andere Geschichten (TV)
- 1980: Circus Maximus
- 1980: Levins Mühle
- 1981: Asta, mein Engelchen
- 1981: Morgens in der Kneipe (TV)
- 1981: Meschkas Enkel (TV)
- 1982: Benno macht Geschichten (TV)
- 1982: Der Mann von der Cap Arcona (TV)
- 1982: Das Graupenschloß (TV)
- 1986: Ein Wigwam für die Störche (Fernsehfilm)
- 1987: Wie die Alten sungen…
- 1988: Mensch, mein Papa…!
- 1995: Matulla und Busch (TV)

## Theater

### Schauspieler
- 1936: Heinrich von Kleist: Der zerbrochne Krug (Ruprecht) – Regie: Maxim Vallentin (Deutsches Gebietstheater Dnepropetrowsk, Sowjetunion)
- 1936: Alexander Afinogenow Ferne – Regie: Maxim Vallentin (Deutsches Gebietstheater Dnepropetrowsk, Sowjetunion)
- 1937: Friedrich Wolf: Floridsdorf (Staatsanwalt) – Regie: Curt Trepte (Deutsches Theater Kolonne Links, Sowjetunion)
- 1946: Henrik Ibsen: Die Wildente (Gregers Werle) – Regie: Eduard Marks (Hamburger Kammerspiele)
- 1946: Axel von Ambesser: Das Abgründige in Herrn Gerstenberg (Vater Meiners) – Regie: Helmut Käutner (Hamburger Kammerspiele)
- 1946: Heinrich Spoerl: Die weiße Weste (Bürovorsteher, Kellner, Herr) – Regie: Wolfgang Liebeneiner (Hamburger Kammerspiele)
- 1947: Carl Sternheim: Bürger Schippel (Paul Schippel) – Regie: Ulrich Erfurth (Hamburger Kammerspiele)
- 1947: Emmet Lavery: Die erste Legion (Pater Charles Keene) – Regie: Eduard Wiemuth (Hamburger Kammerspiele)
- 1947: Thornton Wilder: Wir sind noch einmal davongekommen (Homer) – Regie: Helmut Käutner (Hamburger Kammerspiele)
- 1947: Wolfgang Borchert: Draußen vor der Tür (Kabarettdirektor) – Regie: Wolfgang Liebeneiner (Hamburger Kammerspiele)
- 1948: George Bernard Shaw: Der Kaiser von Amerika (Boanerges, Handelsminister) – Regie: Erich Pabst (Hamburger Kammerspiele)
- 1948: Max Christian Feiler: Die sechste Frau (Hobbi, erster Folterknecht) – Regie: Gillis van Rappard (Hamburger Kammerspiele)
- 1948: Walentin Katajew: Eine Schnur geht durchs Zimmer (Jemeljan Tschernosemij) – Regie: Vasa Hochmann (Hamburger Kammerspiele)
- 1948: Peter Claus: Schäfchen zur Linken (Arrigo) – Regie: Arno Assmann (Hamburger Kammerspiele)
- 1948: Max Frisch: Die Chinesische Mauer (Kolumbus) – Regie: Ulrich Erfurth (Hamburger Kammerspiele)
- 1949: Bertolt Brecht: Mutter Courage und ihre Kinder (Feldprediger) – Regie: Bertolt Brecht, Erich Engel (Berliner Ensemble im Deutschen Theater Berlin)
- 1949: Bertolt Brecht: Herr Puntila und sein Knecht Matti (Matti) – Regie: Bertolt Brecht, Erich Engel (Berliner Ensemble im Deutschen Theater Berlin)
- 1949: Maxim Gorki: Wassa Schelesnowa (Prochor B. Chrapow) – Regie: Berthold Viertel (Berliner Ensemble im Deutschen Theater Berlin)
- 1950: Jakob Michael Reinhold Lenz: Der Hofmeister (Geheimer Rat von Berg) – Regie: Bertolt Brecht, Caspar Neher (Berliner Ensemble im Deutschen Theater Berlin)
- 1951: Bertolt Brecht: Die Mutter (Gutsmetzger Wassili Jefimowitsch) – Regie: Bertolt Brecht, Manfred Wekwerth (Berliner Ensemble im Deutschen Theater Berlin)
- 1951: Gerhart Hauptmann: Der Biberpelz und Roter Hahn (von Wehrhahn) – Regie: Egon Monk (Berliner Ensemble im Deutschen Theater Berlin – Kammerspiele)
- 1952: Heinrich von Kleist: Der zerbrochne Krug (Dorfrichter Adam) – Regie: Therese Giehse (Berliner Ensemble im Deutschen Theater Berlin)
- 1952: Bertolt Brecht: Die Gewehre der Frau Carrar (Pedro) – Regie: Egon Monk (Berliner Ensemble im Deutschen Theater Berlin – Kammerspiele)
- 1952: Anna Seghers: Der Prozess der Jeanne d’Arc zu Rouen 1431 (Bischof Cauchon) – Regie: Benno Besson, Bertolt Brecht (Berliner Ensemble im Deutschen Theater Berlin – Kammerspiele)
- 1953: Erwin Strittmatter: Katzgraben (Großbauer Grossmann) – Regie: Bertolt Brecht (Berliner Ensemble im Deutschen Theater Berlin)
- 1954: Molière: Don Juan (Don Juan) – Regie: Benno Besson (Berliner Ensemble)
- 1954: Bertolt Brecht: Der kaukasische Kreidekreis (Gouverneur Georgi Abaschwili) – Regie: Bertolt Brecht (Berliner Ensemble)
- 1959: Bertolt Brecht: Die Dreigroschenoper (Macheath) – Regie: Benno Besson (Volkstheater Rostock)
- 1960: Carl Sternheim: Der Kandidat (Russek) – Regie: Fritz Wisten (Volksbühne am Rosa-Luxemburg-Platz Berlin)
- 1965: Peter Weiss: Die Ermittlung – Regie: Karl von Appen, Lothar Bellag, Erich Engel, Manfred Wekwerth, Konrad Wolf (Deutsche Akademie der Künste)
- 1993: Heiner Müller: Duell Traktor Fatzer – Regie: Heiner Müller (Berliner Ensemble)

### Regisseur
- 1943: Rudolf Kalmar junior: Die Blutnacht auf dem Schreckenstein oder Ritter Adolars Brautfahrt und ihr grausiges Ende oder Die wahre Liebe ist das nicht (Auch Rolle als Adolar) (Konzentrationslager Dachau)

## Hörspiele
- 1951: Karl-Georg Egel: Einer von unseren Tagen – Regie: Gottfried Herrmann (Berliner Rundfunk)
- 1951: Friedrich Karl Kaul: Funkhaus Masurenallee (Gladewitz) – Regie: Gottfried Herrmann (Berliner Rundfunk)
- 1953: Bertolt Brecht: Die Gewehre der Frau Carrar (Pedro) – Regie: Egon Monk (Berliner Rundfunk)
- 1955: Jan de Hartog: Schiff ohne Hafen (Kapitän Joris Kuiper) – Regie: Lothar Dutombé (Hörspiel – Rundfunk der DDR)
- 1957: Hans J. Rehfisch: Oberst Chabert (Oberst Chabert) – Regie: Hans Busse (Rundfunk der DDR)
- 1957: Wolfgang Schreyer: Das Attentat (General Olbricht) – Regie: Lothar Dutombé (Rundfunk der DDR)
- 1957: Bernhard Seeger: Wo die Nebel weichen (Großbauer) – Regie: Lothar Dutombé (Rundfunk der DDR)
- 1960: Bernhard Seeger: Paradies im Krähenwinkel – Regie: Helmut Hellstorff (Rundfunk der DDR)
- 1960: Gerhard Rentzsch: Altweibersommer (Bauer Behrendt) – Regie: Hans Knötzsch (Rundfunk der DDR)
- 1960: Helmut Sakowski: Verlorenes Land? (Hörtel) – Regie: Werner Grunow (Hörspiel – Rundfunk der DDR)
- 1963: Joachim Wohlgemuth: Der Schweine-Wilhelm – Regie: Werner Grunow (Rundfunk der DDR)
- 1963: Manfred Bieler: Nachtwache (Albert Rechenthin) – Regie: Helmut Hellstorff (Rundfunk der DDR)
- 1963: Klaus Beuchler: Sprung über den Schatten – Regie: Fritz-Ernst Fechner (Rundfunk der DDR)
- 1963: Gerhard Rentzsch: Die Geschichte eines Mantels – Regie: Edgar Kaufmann (Rundfunk der DDR)
- 1966: Bernhard Seeger: Hannes Trostberg (Vater Kleinert) – Regie: Theodor Popp (Hörspiel (3 Teile) – Rundfunk der DDR)
- 1967: Eberhard Fensch: Spätschicht – Regie: Helmut Hellstorff (Hörspiel – Rundfunk der DDR)
- 1974: Hans-Jürgen Bloch: Nicht nur tausendjährige Eichen (Schicketanz) – Regie: Joachim Staritz (Rundfunk der DDR)
- 1974: Wolfgang Müller: Die Spur des Helfried Pappelmann (Späth, Bote) – Regie: Wolfgang Schonendorf (Rundfunk der DDR)
- 1984: Thomas Heise: Schweigendes Dorf (Henry Suska) – Regie: Thomas Heise (Hörspiel – Rundfunk der DDR)
- 1987: Franz Fühmann: Rumpelstilzchen (Rumpelstilzchen) – Regie: Achim Scholz (Hörspiel – Rundfunk der DDR)
- 1993: Mario Göpfert: Die Mondblume – Regie: Peter Groeger (DS Kultur)

## Auszeichnungen

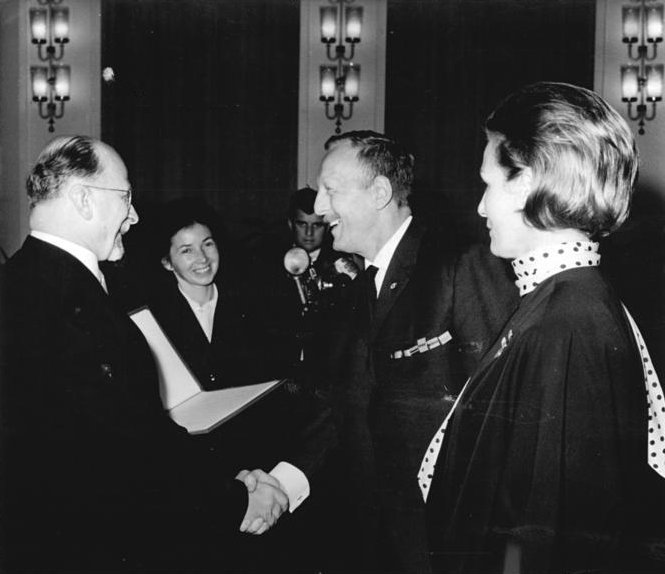
Geschonneck (Mitte) erhält 1961 den Nationalpreis der DDR

- 1954 Nationalpreis II. Klasse für sein Gesamtschaffen
- 1954 Erich-Weinert-Medaille
- 1954 Artur-Becker-Medaille
- 1960 Darstellerpreis auf den Internationalen Filmfestspielen in Karlovy Vary, Nationalpreis II. Klasse für Leute mit Flügeln
- 1961 Nationalpreis I. Klasse im Kollektiv für Gewissen in Aufruhr
- 1965 Vaterländischer Verdienstorden in Silber
- 1966 Erich-Weinert-Medaille
- 1968 Nationalpreis I. Klasse im Kollektiv für Die Fahne von Kriwoj Rog
- 1969 Verdienstmedaille der Nationalen Volksarmee in Silber
- 1971 Artur-Becker-Medaille in Gold
- 1974 Theodor-Körner-Preis
- 1975 Medaille für Waffenbrüderschaft
- 1975 Internationale Filmfestspiele Wolgograd: Goldmedaille
- 1975 Nationalpreis II. Klasse im Kollektiv für Jakob der Lügner
- 1976 Vaterländischer Verdienstorden in Gold
- 1977 Goldener Lorbeer des Fernsehens der DDR
- 1981 Karl-Marx-Orden
- 1982 Kunstpreis der FDJ im Kollektiv für Der Mann von der Cap Arcona
- 1985 Kunstpreis des FDGB
- 1986 Nationalpreis I. Klasse
- 1987 Ehrendiplom beim Kinderfilmfestival „Goldener Spatz“ in Gera für Ein Wigwam für die Störche
- 1993 Deutscher Filmpreis für sein Gesamtschaffen
- 1997 Die Goldene Henne der Superillu für sein Lebenswerk
- 2004 Ehrenmitglied der neu gegründeten Deutschen Filmakademie[8]

## Schriften
- Auskünfte und Ansichten. VFF, Berlin 1981 (hrsg. von Hermann Herlinghaus)
- Meine unruhigen Jahre. Dietz-Verlag, Berlin 1984 (mit Günter Agde) – Taschenbuchausgabe: Aufbau-Verlag, Berlin 1993, ISBN 3-7466-0161-4

## Interview
- Thomas Heise: Widerstand und Anpassung – Überlebensstrategie. Ein Gespräch mit dem Schauspieler Erwin Geschonneck. Ch. Links Verlag, Berlin 2016, Audio-CD, ISBN 978-3-86153-915-5.